# Distrikt Pontó
Der Distrikt Pontó liegt in der Provinz Huari in der Region Ancash in West-Peru. Der Distrikt wurde am gegründet. Er besitzt eine Fläche von 119 km². Beim Zensus 2017 wurden 2840 Einwohner gezählt. Im Jahr 1993 lag die Einwohnerzahl bei 3769, im Jahr 2007 bei 3472. Die Distriktverwaltung befindet sich in der 3140 m hoch gelegenen Ortschaft Pontó mit 578 Einwohnern (Stand 2017). Pontó liegt 18 km östlich der Provinzhauptstadt Huari.

## Geographische Lage
Der Distrikt Pontó liegt zentral in der Provinz Huari. Der Río Puchca fließt entlang der nordwestlichen Distriktgrenze nach Nordosten.
Der Distrikt Pontó grenzt im Süden an den Distrikt San Pedro de Chaná, im Westen an den Distrikt Huachis, im Nordwesten an die Distrikte Rahuapampa, Masin, Cajay und Aczo (Provinz Antonio Raymondi), im Osten an den Distrikt Huacachi sowie im Südosten an den Distrikt Miraflores (Provinz Huamalíes). 